# The Pousette-Dart Band
The Pousette-Dart Band was een Amerikaanse softrockband, die actief was tijdens de jaren 1970 en de vroege jaren 1980.

## Bezetting
- Jon Pousette-Dart[3] (zang, gitaar)
- John Troy[4] (zang, basgitaar)
- John Curtis[5] (zang, gitaar, banjo, mandoline)
- Billy Puett[6] (saxofoon, klarinet, fluit)

## Geschiedenis
The Pousette-Dart Band werd geformeerd in 1973 als stringband in Cambridge. Met een verandering naar een meer commercieel georiënteerde sound en een constante reeks extra personeel, nam de band een reeks albums op voor Capitol Records, waarvan twee (Amnesia en Pousette-Dart Band 3) de Billboard Hot 100 albumhitlijst haalden. Hun single For Love plaatste zich op de 83e plaats.
Hoewel de band officieel werd ontbonden in 1981, kwamen de leden in 1991 weer samen voor een reeks concerten en werd er een Best Of-album uitgegeven in 1994. Sindsdien werd de samenwerking tussen de andere voormalige leden voortgezet. Jon Pousette-Dart en John Troy begonnen ook een solocarrière.
De song Fall on Me van het tweede album Amnesia werd gebracht in de elfde aflevering van het tweede seizoen van de Amerikaanse tv-serie Lost.
Jon is de zoon van de kunstenaar Richard Pousette-Dart.

## Discografie
- 1976: Pousette Dart Band
- 1977: Amnesia
- 1977: The Pousette Dart Band live at Sigma Sound, Philadelphia
- 1978: Pousette-Dart Band 3
- 1979: Never Enough